# 東文彦
東 文彦（あずま ふみひこ、1920年（大正9年）8月23日 - 1943年（昭和18年）10月8日）は、日本の小説家。本名は東徤（あずま・たかし＝行人偏に建）。23歳で夭折した。学習院時代の三島由紀夫と親交を持った。

## 経歴・人物
父・東季彦は奈良県十津川村出身の法学者で、九州帝国大学法文学部教授や日本大学学長などを歴任。母・菊枝は軍人・石光眞清の次女。
「文彦」という筆名は、季彦が息子の名前にと一時考えていたものである。本名の「徤」は、祖父の東武の命名による。「徤」の字は『易経』にあり、天の運行の壮んさを表す。
神奈川県鎌倉市生まれ。幼時を父の赴任先の福岡で過ごした。小学校を福岡県男子師範学校付属小学校で過ごしたことは、文彦にとって重要なものであった。この小学校は博多湾の近くにあり、裏手には県立西公園がある。公園の高台からは博多湾北部に位置する志賀島が眺望できる。志賀島にある志賀海神社の由来は、文彦に「魔縁」の題材を提供した。福岡での生活は長くはなかったが、海で過ごすという貴重な体験を文彦に与えてくれた。海は文彦の遠い記憶の中にとどまり、やがてそれは小説の重要なテーマとなっていく。
小学校2年から東京市に移住。学習院中等科を優等で卒業し、恩賜のニッケル時計を拝受。学習院高等科進学後、胸を患って絶対安静の療養生活を余儀なくされる。1939年（昭和14年）、坊城俊民との共著で、作品集『幼い詩人・夜宴』を刊行。出版時期から推すと、肺結核発病前に執筆したと考えられる。療養生活にありながら、周囲の反対を押し切って小説執筆を続ける。両親もやがて理解を示し、写字板を作ってやり、執筆に協力する。
1940年（昭和15年）から室生犀星に師事。病床の文彦は直接、犀星とは対面せず、文彦が書いた原稿を母・菊枝が清書し、それを持参した母が田園調布の家から人力車で大田区馬込の犀星宅に赴いて、添削指導を受けた。犀星の推薦により、『三田文学』に「章子」「冬景色」が掲載される。また、『北方文芸』に「四君子」と「虫」が掲載される。
犀星の弟子として出入りしていた堀辰雄に「赤絵」初号を送り、小説「凩」を称賛する手紙を受け取る。「凩」には、堀の「美しい村」と共通する構成、即ちフーガ形式が認められる。文彦は堀の称賛を喜び、さらにこれから、その方向を進めていこうと考えていた。堀からは、「四季」への投稿も勧められていた。
父方の高祖父、丸田藤左衛門は奈良県十津川村の郷士であり、郷のリーダーとして天誅組の変の調停に活躍した人物である。父、季彦の親族は十津川郷士として京都に赴き、帝の守護にあたった。菊枝が追悼記に「大和の十津川武士の裔らしく」文彦は死んだと述べているように、文彦一家も文彦自身も、十津川郷の歴史と親族の活躍を知っていたことは明らかである。
文彦は父方が十津川郷士、母方が熊本武士であり、純潔、誠実で、気骨のある人物であったと思われる。病中にあっても自己に厳しく、鍛錬を欠かさなかったことは、遺されたノートや、小説の文体等にもよく表れている。三島が「蒼黒い鋼のやうな文体」と述べ、文彦の文体を称賛している。
1943年（昭和18年）10月8日、結核は治癒していたものの、急性胃拡張と腸閉塞が併せて起こり、3晩と4日間、苦しみ通し、23歳で夭折。最期には、落ち着いて母に「さよなら、母さん、泣かないでね」と語りかけ、息を引きとった。腹部の損傷に長時間苦しみ、それが原因で亡くなったという文彦の最期は、三島に少なからぬ影響を与えたものと思われる。
師・室生犀星はその死を惜しみ、「白菊や誰がくちびるになぞらへし」の句を捧げた。犀星が葬儀に列席するのはごく親しい友人に限られていたが、一度も会うことがなかった弟子の葬儀に参列するため、自らが馬込から田園調布の東家に赴いた。後年の『東文彦作品集』刊行も、犀星が父・東季彦に助言したことがきっかけとなった。林富士馬や中河与一からも才能を惜しまれた。歿後の1944年に発行した私家版『浅間　東文彦遺稿集』に、三島は「東徤兄を哭す」と題し追悼文を捧げた。文彦の父・東季彦によると、三島は死ぬまで、文彦の命日に毎年欠かさず墓前参りに来ていたという。
生涯に20作の短篇小説を遺した。結核の療養生活を描いた代表作「方舟の日記」は、三島から彗星に喩えられて賞賛された。音の表現に優れ、やはりフーガ形式で構成されている。

## 三島由紀夫との関係
1940年（昭和15年）暮、『輔仁会雑誌』に載った三島由紀夫の短篇『彩絵硝子』（だみえガラス）について感想を手紙で書き送ったことから、三島との交友が始まる。三島の筆名「由紀夫」は、文彦の作品「幼い詩人」の登場人物の悠紀子から取ったという説もある。1942年（昭和17年）7月1日、德川義恭および三島と共に同人誌『赤繪（絵）』を創刊。1943年（昭和18年）に「赤絵」第2号を発行する。
「三島は貴族に憧れていた」というような思いこみが広がっているが、それが根拠のないことであるということはドナルド・キーンも証言し。文彦が、貴族ではない自分にむしろ「草莽の臣」としての誇りを持っていたことは、十津川武士としては当然のことであり、小説「初霜」にも書かれている。三島が敬意を抱くのは、単なる血統ではなく、やはり人物について深く理解した上で判断した場合であると思われる。
晩年の三島が上梓に向け力を注いだ『東文彦作品集』は、三島の長い序文（1970年（昭和45年）10月25日付）を入れ、三島自決から約4か月後の1971年（昭和46年）初頭に講談社で出版。2007年（平成19年）4月に講談社文芸文庫で改訂再刊された。
三島の『豊饒の海』第一巻・『春の雪』で、主人公・松枝清顕が「夢日記」を書いている。そのモデルとなったのが、1937年（昭和12年）3月、学習院文芸部『輔仁会雑誌』に掲載された東文彦の『夢』という作文ではないかと言われている。
続く『豊饒の海』第二巻・『奔馬』では、重要なモチーフとなる「神風連の乱」は、文彦の外祖父・石光眞清の出身地熊本の関係もあって、『豊饒の海』の構想には、文彦との関わりが深く結びついていると考えられる。文彦が三島に及ぼした影響は大きく、『仮面の告白』の園子の母は、文彦の母がモデル、「獅子」の「アイゲウス少佐」は文彦がモデルとなっている。「やがて御楯と」、「大障碍」も文彦像が投影されて書かれたと思われる。